# Araneus pictithorax
Araneus pictithorax este o specie de păianjeni din genul Araneus, familia Araneidae. A fost descrisă pentru prima dată de Johan Coenraad van Hasselt în anul 1882. Conform Catalogue of Life specia Araneus pictithorax nu are subspecii cunoscute.